# 시오노 아키하사
시오노 아키히사(일본어: 塩野 瑛久 しおの あきひさ[*])는 일본의 배우로,  LDH 소속 배우 그룹 극단EXILE의 멤버이다.

## 생애
- 1995년 1월 3일 도쿄도에서 1남 2녀 중 막내로 태어났다.
- 2012년 배우로 데뷔, 1년 후 2013년 수전전대 쿄류저에서 릿푸칸 소우지/쿄류 그린 역으로 출연.

## 출연작

### TV 드라마
- 2013년 ~ 2014년 수전전대 쿄류저 - 릿푸칸 소우지 / 쿄류그린 역

## 영화
- 수전전대 쿄류저 THE MOVIE - GABURINCHO OF MUSIC - 릿푸칸 소우지 / 쿄류그린 역
- 수전전대 쿄류저 vs. 고버스터즈 공룡대결전 안녕히 영원한 친구여 - 릿푸칸 소우지 / 쿄류그린 역
- 열차전대 토큐저 vs. 쿄류저 THE MOVIE - 릿포칸 소우지 / 쿄류그린 역